# SC Geislingen
Der SC Geislingen ist ein Sportverein aus dem schwäbischen Geislingen an der Steige. Die bekannteste und erfolgreichste Abteilung des sechzehn Sparten zählenden Vereins sind die inzwischen nur noch im unteren Amateurbereich spielenden Fußballer, welche in der Vergangenheit über Jahrzehnte in den höchsten deutschen Amateurligen mitwirkten. Bundesweite Aufmerksamkeit erregten die Fußballer des SC Geislingen 1984, als man in der ersten Runde des DFB-Pokal den Hamburger SV – den Sieger des Europapokals der Landesmeister 1983 – aus dem Wettbewerb warf.

## Geschichte
Der Sport-Club Geislingen wurde am 1. Juni 1900 gegründet und nannte sich in der Zeit zwischen 1920 und der Wiedergründung des Vereins nach dem Zweiten Weltkrieg Fußballverein Geislingen. 1937 verpasste der Verein als Fünfter der Aufstiegsrunde den Sprung in die damals erstklassige Gauliga Württemberg.
1952 stieg der Sport-Club in die höchste deutsche Amateurklasse, der 1. Amateurliga Württemberg auf. Dieser Spielklasse gehörte der Verein bis zum Abstieg im Jahr 1974 ununterbrochen an. Während dieser Zeit konnten sich die Geislinger Fußballer in den Jahren 1959 und 1960 als Meister bzw. Vizemeister der 1. Amateurliga für die Aufstiegsspielen zur 2. Oberliga Süd qualifizieren, in denen man jedoch beide Male scheiterte.
Nachdem der zwischenzeitlich bis in die Landesliga abgerutschte Verein 1983 wieder in die Verbandsliga Württemberg aufstieg, gelang bereits 1984 die erstmalige Qualifikation zur Oberliga Baden-Württemberg. Neben dem Aufstieg in die Oberliga gewann die Mannschaft 1984 zudem den WFV-Pokal durch einen 2:1 Endspielsieg gegen TSV Ofterdingen, wodurch man für den DFB-Pokal qualifiziert war. Hier gelang dem SC Geislingen eine der größten Pokalsensationen im deutschen Fußball, als man in der ersten Hauptrunde am 1. September 1984 den damaligen Vizemeister Hamburger SV, der unter anderem Uli Stein, Felix Magath, Thomas von Heesen und Manfred Kaltz in seinen Reihen hatte, mit 2:0 durch die Tore von Wolfgang Haug und Klaus Perfetto bezwang. In Runde zwei behielten die Geislinger Fußballer mit einem 4:2 gegen die Offenbacher Kickers ebenfalls noch die Oberhand, bevor man im Achtelfinale gegen den damaligen Bundesligisten Bayer Uerdingen durch zwei Tore kurz vor Schluss mit 0:2 unterlag. Trainer der damaligen Überraschungsmannschaft war Jakob Baumann, der keine Trainerlizenz zu dem Zeitpunkt besaß, vom Beruf Malermeister war und die Trainerfunktion in seiner Freizeit ausübte.
Nachdem der Sport-Club 1986 und 1991 zweimal aus der Oberliga Baden-Württemberg abstieg, jedoch beide Male den direkten Wiederaufstieg feiern konnte, rutschte er nach seinem dritten Abstieg 1996 über die Verbands- und Landesliga bis in die Bezirksliga ab. Aus Letzterer stieg man 2011 wieder in die Landesliga auf, 2017 wieder ab. In der Saison 2017/18 gelang der sofortige Wiederaufstieg. 2022 stieg der Verein als Meister seiner Landesligastaffel in die sechstklassige Verbandsliga auf, aus der man aber wieder postwendend abstieg.

## Erfolge
- Meister der 2. Amateurliga Württemberg 1952, 1977
- Meister der 2. Amateurliga Nordwürttemberg 1977
- Meister der Verbandsliga Württemberg 1987, 1995
- Württembergischer Meister 1959, 1995
- Württembergischer Pokalsieger 1984, 1989
- DFB-Pokal Achtelfinale 1984

## Platzierungen seit 1950
- 1950/51 – 2. Amateurliga Württemberg (Platz 2)
- 1951/52 – 2. Amateurliga Württemberg (Platz 1)
- 1952/53 – 1. Amateurliga Württemberg (Platz 14)
- 1953/54 – 1. Amateurliga Württemberg (Platz 12)
- 1954/55 – 1. Amateurliga Württemberg (Platz 14)
- 1955/56 – 1. Amateurliga Württemberg (Platz 12)
- 1956/57 – 1. Amateurliga Württemberg (Platz 10)
- 1957/58 – 1. Amateurliga Württemberg (Platz 6)
- 1958/59 – 1. Amateurliga Württemberg (Platz 1)
- 1959/60 – 1. Amateurliga Württemberg (Platz 2)
- 1960/61 – 1. Amateurliga Nordwürttemberg (Platz 8)
- 1961/62 – 1. Amateurliga Nordwürttemberg (Platz 5)
- 1962/63 – 1. Amateurliga Nordwürttemberg (Platz 13)
- 1963/64 – 1. Amateurliga Nordwürttemberg (Platz 12)
- 1964/65 – 1. Amateurliga Nordwürttemberg (Platz 8)
- 1965/66 – 1. Amateurliga Nordwürttemberg (Platz 4)
- 1966/67 – 1. Amateurliga Nordwürttemberg (Platz 13)
- 1967/68 – 1. Amateurliga Nordwürttemberg (Platz 2)
- 1968/69 – 1. Amateurliga Nordwürttemberg (Platz 4)
- 1969/70 – 1. Amateurliga Nordwürttemberg (Platz 10)
- 1970/71 – 1. Amateurliga Nordwürttemberg (Platz 5)
- 1971/72 – 1. Amateurliga Nordwürttemberg (Platz 10)
- 1972/73 – 1. Amateurliga Nordwürttemberg (Platz 8)
- 1973/74 – 1. Amateurliga Nordwürttemberg (Platz 15)
- 1974/75 – 2. Amateurliga Nordwürttemberg (Platz 6)
- 1975/76 – 2. Amateurliga Nordwürttemberg (Platz 4)
- 1976/77 – 2. Amateurliga Nordwürttemberg (Platz 1)
- 1977/78 – 1. Amateurliga Nordwürttemberg (Platz 14)
- 1978/79 – Landesliga Württemberg (Platz ?)
- 1979/80 – Landesliga Württemberg (Platz 1)
- 1980/81 – Verbandsliga Württemberg (Platz 10)
- 1981/82 – Verbandsliga Württemberg (Platz 15)
- 1982/83 – Landesliga Württemberg (Platz 1)
- 1983/84 – Verbandsliga Württemberg (Platz 2)
- 1984/85 – Oberliga Baden-Württemberg (Platz 5)
- 1985/86 – Oberliga Baden-Württemberg (Platz 17)
- 1986/87 – Verbandsliga Württemberg (Platz 1)
- 1987/88 – Oberliga Baden-Württemberg (Platz 10)
- 1988/89 – Oberliga Baden-Württemberg (Platz 14)
- 1989/90 – Oberliga Baden-Württemberg (Platz 12)
- 1990/91 – Oberliga Baden-Württemberg (Platz 16)
- 1991/92 – Verbandsliga Württemberg (Platz 2)
- 1992/93 – Oberliga Baden-Württemberg (Platz 12)
- 1993/94 – Oberliga Baden-Württemberg (Platz 12)
- 1994/95 – Oberliga Baden-Württemberg (Platz 3)
- 1995/96 – Oberliga Baden-Württemberg (Platz 15)
- 1996/97 – Verbandsliga Württemberg (Platz 8)
- 1997/98 – Verbandsliga Württemberg (Platz 13)
- 1998/99 – Landesliga Württemberg (Platz 7)
- 1999/2000 – Landesliga Württemberg (Platz 11)
- 2000/01 – Landesliga Württemberg (Platz 16)
- 2001/02 – Bezirksliga Neckar/Fils (Platz 10)
- 2002/03 – Bezirksliga Neckar/Fils (Platz 1)
- 2003/04 – Landesliga Württemberg (Platz 2)
- 2004/05 – Landesliga Württemberg (Platz 7)
- 2005/06 – Landesliga Württemberg (Platz 14)
- 2006/07 – Bezirksliga Neckar/Fils (Platz 2)
- 2007/08 – Bezirksliga Neckar/Fils (Platz 3)
- 2008/09 – Bezirksliga Neckar/Fils (Platz 3)
- 2009/10 – Bezirksliga Neckar/Fils (Platz 6)
- 2010/11 – Bezirksliga Neckar/Fils (Platz 1)
- 2011/12 – Landesliga Württemberg (Platz 7)
- 2012/13 – Landesliga Württemberg (Platz 6)
- 2013/14 – Landesliga Württemberg (Platz 4)
- 2014/15 – Landesliga Württemberg (Platz 5)
- 2015/16 – Landesliga Württemberg (Platz 5)
- 2016/17 – Landesliga Württemberg (Platz 14)
- 2017/18 – Bezirksliga Neckar-Fils (Platz 1)
- 2018/19 – Landesliga Württemberg (Platz 5)
- 2019/20 – Landesliga Württemberg (Platz 7)
- 2020/21 – Landesliga Württemberg (keine Wertung)
- 2021/22 – Landesliga Württemberg (Platz 1)
- 2022/23 – Verbandsliga Württemberg (Platz 16)
- 2023/24 – Landesliga Württemberg (Platz 6)

## Bekannte Spieler

### A-Mannschaft
- Karl Allgöwer
- Ralf Allgöwer
- Peter Assion
- Rolf Baumann
- Andreas Buck
- Wolfgang Färber
- Werner Gass
- Markus Gisdol (auch Trainer)
- Rüdiger Kauf
- Frank Kinkel
- Peter Krieger
- Michael Oelkuch
- Klaus Perfetto
- Dietmar Sehrig (auch Trainer)
- Thorsten Walther

### Jugendspieler
- Jürgen Klinsmann
- Kai Oswald
- Michael Rundio
- Jörn Schmiedel

## Bekannte Trainer
- Achim Feyl
- Markus Gisdol (auch Spieler)
- Dietmar Sehrig (auch Spieler)

## Stadion
Der SC Geislingen trägt seine Heimspiele im vereinseigenen Stadion im Eybacher Tal aus. Das Stadion bietet Platz für 6000 Zuschauer, davon rund 700 Tribünenplätze, und wurde 1947 eingeweiht.